# Bisdom Trenton
Het bisdom Trenton (Latijn: Dioecesis Trentonensis) is een rooms-katholiek bisdom met als zetels Trenton en Freehold, in de Amerikaanse staat New Jersey. Het bisdom is suffragaan aan het aartsbisdom Newark. 

## Geschiedenis
Het bisdom werd opgericht op 2 augustus 1881, uit delen van het bisdom Newark, en was suffragaan aan het aartsbisdom New York. Op 9 december 1937 verloor het gebied bij de oprichting van het bisdom Camden. Op 10 december 1937 wisselde het van kerkprovincie en werd suffragaan aan het nieuw verheven aartsbisdom Newark. Op 19 november 1981 verloor het gebied bij de oprichting van het bisdom Metuchen.  

## Parochies
Het bisdom had in 2022 een oppervlakte van 5.584 km2 en telde 2.130.044 inwoners waarvan 43,3% rooms-katholiek was.

## Bisschoppen
- Michael Joseph O’Farrell (2 augustus 1881 - 2 april 1894)
- James Augustine McFaul (20 juli 1894 - 16 juni 1917)
- Andrew Brennan Meehan (februari 1918 - april 1918)
- Thomas Joseph Walsh (10 mei 1918 - 2 maart 1928)
- John Joseph McMahon (2 maart 1928 - 31 december 1932)
- Moses Elias Kiley (10 februari 1934 - 1 januari 1940)
- William Aloysius Griffin (18 mei 1940 - 1 januari 1950)
- George William Ahr (28 januari 1950 - 23 juni 1979)
  - James John Hogan (hulpbisschop: 27 november 1959 - 23 mei 1966)
- John Charles Reiss (11 maart 1980 - 30 juni 1997; hulpbisschop sinds 21 oktober 1967)
  - Edward Urban Kmiec (hulpbisschop: 26 augustus 1982 - 13 oktober 1992)
- John Mortimer Fourette Smith (30 juni 1997 - 1 december 2010; coadjutor sinds 21 november 1995)
- David Michael O’Connell (1 december 2010 - heden; coadjutor sinds 4 juni 2010)

## Galerij van afbeeldingen

Wapen van het bisdom
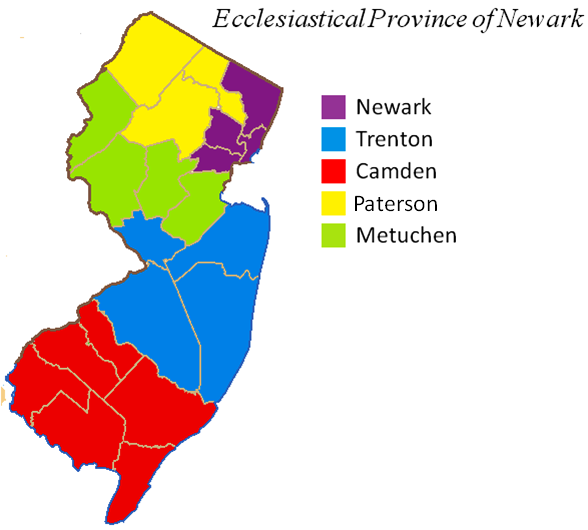
Kerkprovincie met aartsbisdom en suffragane bisdommen
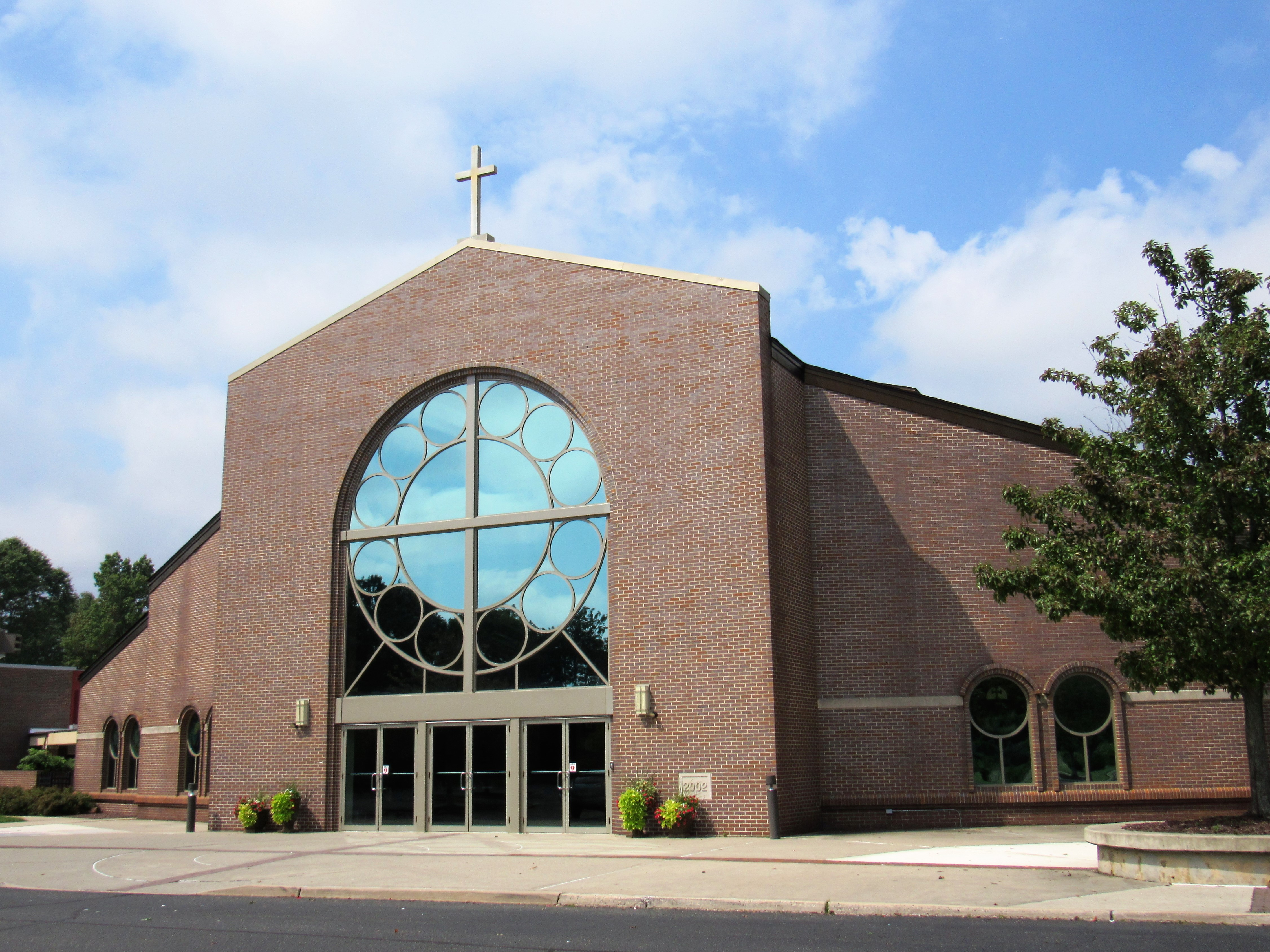
Cokathedraal van Freehold in 2017

Newark (aartsbisdom) · Camden · Metuchen · Paterson · Trenton